# Vilajussana
Vilajussana (en algunes fonts escrit Vilajosana) és una masia de Serrateix, al municipi de Viver i Serrateix (Berguedà), inclòs en l'Inventari del Patrimoni Arquitectònic de Catalunya. S'hi arriba per una pista d'uns 500 m, poc abans d'arribar al nucli de Serrateix per la BV-4235.

## Descripció
Masia del segle xvii d'estructura clàssica amb coberta a dues vessants i carener perpendicular a la façana principal. Té una galeria de porxos o eixida, orientada a migdia, que coincideix amb el cos central de la casa ocupat per la Sala. Els arcs són escarsers, a excepció del central superior que és de mig punt.
Els elements, a la façana, són ordenats amb simetria. La masia consta d'una capella dedicada al Sagrat Cor de Jesús, feta al segle xviii, que completa l'arquitectura més antiga de la casa.

## Història
Vilajussana és una masia anterior al segle xviii que durant aquest segle amplià i bastí la nova casa pairal. També durant aquesta època construí la seva capella familiar, possiblement sobre les restes d'una d'anterior.
La masia de Vilajussana té un important arxiu familiar, documentat des del segle xvi. La masia era propietat del monestir de Santa Maria de Serrateix.Jaume de Vilajussana apareix esmentat en el fogatge de 1553 així com la masia. Al segle xvii la masia era coneguda amb el nom de Mas Rodón. En el capbreu de l'any 1649 Miquel Vilajosana del Mas Roson confessava tenir les masoveries de Puigvell, Garriger i la Casa Nova, així com 70 jornals de terra cultivada i 1200 jornals de terreny inculte.